# 久伊豆神社 (蓮田市閏戸)
久伊豆神社（ひさいずじんじゃ）は、埼玉県蓮田市の神社。

## 歴史
創建年代は不明である。ただ江戸時代後期の地誌『新編武蔵風土記稿』に記載されていることから、その頃には既に存在していたものと推測される。当地の中閏戸村には久伊豆神社が2社あり、それぞれ「西の宮」「東の宮」と称していた。当社は「西の宮」である。当社の北には「福正院」が位置していた。福正院は真言宗の寺院であったが、明治初期の神仏分離により、廃寺に追い込まれた。そのため、別当寺であったのかどうかも不明となっている。
1876年（明治9年）、近代社格制度に基づく「村社」に列せられ、明治末年の神社合祀により、「東の宮」を含む周辺の10社が合祀された。その後、そのうちの2社は戦後にに復祀されている。

## 交通アクセス
- 路線バス中閏戸［西］停留所より徒歩5分。